# Станіславчицька сільська рада (Ставищенський район)
| Станіславчицька сільська рада — колишній орган місцевого самоврядування у Ставищенському районі Київської області з адміністративним центром у с. Станіславчик. Історична дата утворення: 23 липня 1994 року. Водоймища на території, підпорядкованій даній раді: річка Красавка. Сільській раді підпорядковані населені пункти: - с. Станіславчик |

## Склад ради
Рада складається з 14 депутатів та голови.

### Керівний склад ради
| ПІБ                     | Основні відомості                                                    | Дата обрання | Дата звільнення |
| ----------------------- | -------------------------------------------------------------------- | ------------ | --------------- |
| Бурлака Сергій Іванович | Сільський голова, 1964 року народження, освіта, член народної партії | 26.03.2006   | 31.10.2010      |

Примітка: таблиця складена за даними джерела